# Нова-Эсперанса
Нова-Эсперанса (порт. Nova Esperança) — муниципалитет в Бразилии, входит в штат Парана. Составная часть мезорегиона Северо-центральная часть штата Парана. Входит в экономико-статистический микрорегион Асторга. Население составляет 26 867 человек на 2006 год. Занимает площадь 401,587 км². Плотность населения — 66,9 чел./км².
Праздник города — 14 декабря.

## История
Город основан в 1952 году.

## Статистика
- Валовой внутренний продукт на 2003 год составляет 174 960 329,00 реалов (данные: Бразильский институт географии и статистики).
- Валовой внутренний продукт на душу населения на 2003 год составляет 6641,12 реалов (данные: Бразильский институт географии и статистики).
- Индекс развития человеческого потенциала на 2000 год составляет 0,748 (данные: Программа развития ООН).

## География
Климат местности: субтропический. В соответствии с классификацией Кёппена, климат относится к категории Cfa.